# Claude de Ganay
Claude de Ganay, né le 5 septembre 1953 à Paris, est un homme politique français.
Il est élu député le 17 juin 2012 avec 52,73 % des voix, pour la XIVe législature (2012-2017), dans la troisième circonscription du Loiret. Il y est réélu en 2017 pour la législature suivante. Ex-secrétaire national de l'Union pour un mouvement populaire, et désormais membre des Républicains, il fait partie du groupe LR à l'Assemblée nationale. Il n'est cependant pas réélu en 2022.

## Biographie

### Jeunesse et études
Après un BTS agricole à Rennes, il rentre à l'IHEDREA (Institut des hautes études de droit rural et d'économie agricole), puis se spécialise en Droit européen et économie de l'Agriculture à l'université Paris-1 Panthéon-Sorbonne. Il devient consultant dans le Cabinet juridique « Agri-Conseil », spécialisé dans les domaines agricoles et ruraux[réf. nécessaire].
Marié depuis 1980, Claude de Ganay est père de trois enfants[réf. nécessaire].

### Débuts en politique
Il intègre le Conseil régional du Centre (Orléans)[Quand ?] où il exerce les fonctions de conseiller technique. Il est successivement chargé de l'agriculture et de l'artisanat, puis de l'enseignement supérieur et enfin de la mobilité internationale des étudiants et des chercheurs, auprès du président du Conseil régional Maurice Dousset[réf. nécessaire].
Parallèlement à son activité professionnelle, il est élu maire de Dampierre-en-Burly entre 1995 et 2014 et conseiller général du canton d'Ouzouer-sur-Loire entre 1990 et 2012. En tant que vice-président du Conseil général du Loiret, il s'investit plus particulièrement dans les domaines du tourisme, de l'agriculture et de l'artisanat[réf. nécessaire].

### Carrière comme député
Il est élu député avec 52,73 % des voix au second tour face au candidat socialiste, Philippe Froment, le 17 juin 2012, pour la XIVe législature (2012-2017), dans la troisième circonscription du Loiret. Il est membre de la commission de la Défense nationale et des Forces armées jusqu'au 28 juillet 2022.
Claude de Ganay est nommé le 12 juillet 2012 à l’Office parlementaire d’évaluation des choix scientifiques et technologiques (OPECST), et le 18 septembre 2012 pour siéger au Haut Comité pour la Transparence et l'Information sur la Sécurité Nucléaire (HCTISN)[réf. nécessaire].
Il dépose le 29 octobre 2012 une proposition de loi visant à prévenir et lutter contre la violence en milieu scolaire. Cette proposition de loi, débattue par les députés lors de la journée d’initiative parlementaire du 21 février 2013, est rejetée par la majorité de gauche à l’Assemblée nationale.
Il est l'auteur d'une proposition de loi ayant été adoptée par l'Assemblée nationale, visant à rendre automatique l'incapacité pénale d'exercice pour les personnes définitivement condamnées pour des faits de pédophilie ou de détention d'images pédopornographiques.
Il est également à l'origine de la loi no 2015-588 du 2 juin 2015 relative au renforcement de la protection des installations civiles abritant des matières nucléaires.
Il soutient Bruno Le Maire depuis l'automne 2012. Il le parraine lors des élections pour la présidence de l'UMP de novembre 2014, et s'engage à ses côtés pour les élections primaires de la droite et du centre de l'automne 2016. En septembre 2016, il est nommé directeur de campagne régional pour le Centre-Val de Loire.
Lors des élections législatives de 2017, il est réélu député du Loiret pour un deuxième mandat.
En 2018, il décide de reproposer sa loi sur les violences en milieu scolaire.
Il est candidat lors des élections législatives de 2022, mais échoue dès le premier tour, remportant seulement 12,69 % des voix.

## Détail des mandats et fonctions
- De juin 2012 à juin 2022 : député de la 3e circonscription du Loiret
- Depuis novembre 2004 : président de la Commission locale d'information (CLI) de Dampierre-en-Burly
- De septembre 2002 à décembre 2016 : président de la communauté de communes du Val d'Or et Forêt
- De juin 2002 à juin 2012 : suppléant du député Jean-Louis Bernard (UMP-PRV)
- Depuis 2001 : vice-président du Pays « Forêt d'Orléans-Val de Loire »
- De mars 2001 à avril 2014 : vice-président du conseil général du Loiret, chargé de l'agriculture, de l'artisanat et du tourisme
- De juin 1995 à mars 2014 : maire de Dampierre-en-Burly
- De novembre 1990 à avril 2012 : conseiller général du canton d'Ouzouer-sur-Loire
- Mars 1989 : adjoint au maire de Dampierre-en-Burly, chargé des finances, de la culture et de la communication

## Décoration
- Chevalier de la Légion d'honneur (2025)[12].